# Valentin Kuzin
Valentin Kuzin, född 23 september 1926 i Novosibirsk, död 13 augusti 1994 i Moskva, var en sovjetisk ishockeyspelare.
Kuzin blev olympisk guldmedaljör i ishockey vid vinterspelen 1956 i Cortina d'Ampezzo.